# Minna de tsukuru tō

Logo du parti.

Le Minna de tsukuru tō (みんなでつくる党), anciennement d'abord le parti pour la protection des Japonais contre la NHK (NHKから国民を守る党, NHK kara Kokumin o mamoru tō); également connu sous son nom abrégé N-Koku (N国), ensuite Seijika Joshi 48 (政治家女子48, せいじかじょしフォーティーエイトとう, Seijika Joshi Fōtī Eito Tō), est un parti politique japonais fondé le 17 juin 2013, par Takashi Tachibana, un ancien employé de la chaîne de télévision japonaise NHK, membre du conseil communal de la ville de Funabashi dans la préfecture de Chiba.
Son slogan est « Pour l'effondrement de NHK (NHKをぶっ壊す！, NHK o bukkowasu!) ».

## Fondateur

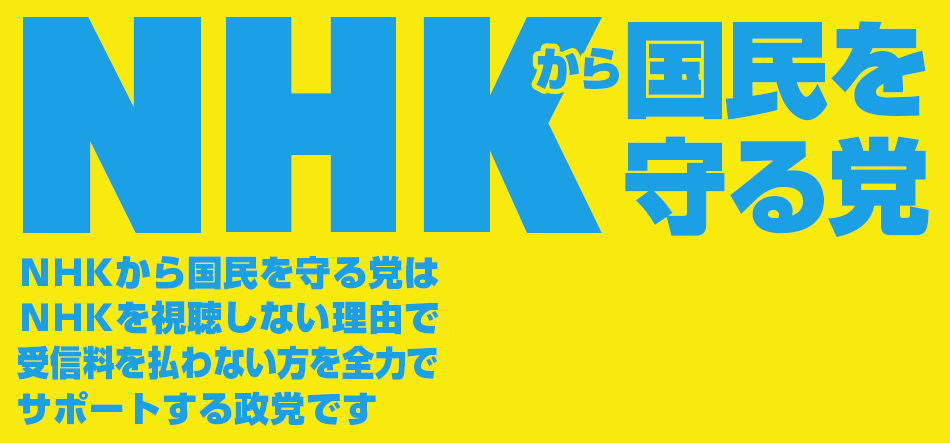
Ancien logo

Tachibana a démissionné du service comptable de la NHK en 2005 après avoir révélé un cas de corruption interne.

## Actions
Contre le comportement jugé intimidant de la part de certains collecteurs de factures de la redevance audiovisuelle de la NHK, le parti émet des autocollants spéciaux pour empêcher la collecte de ces factures dans les propriétés des citoyens.

## Résultats
Le parti remporte un siège à la chambre des conseillers lors des élections de 2019.
Lors des élections législatives de 2021, le parti perd le siège qu'il détenait à la Chambre des représentants à la suite de la défection d'Hodaka Maruyama, élu représentant sous l'étiquette du Parti japonais de l'innovation en 2017,.

## Élections de 2025
Lors de la campagne pour les élections sénatoriales de 2025, Tachibana déclare avoir peur non plus des employés de la NHK, mais des étrangers : « les groupes de noirs ou de musulmans qui trainent devant les gares font peur. »